# وعلان شامسواني
وعلان شامسواني (الاسم العلمي:Commelina chamissonis) هو نوع من النباتات يتبع جنس الوعلان من الفصيلة الوعلانية.